# Gothmog (Třetí věk)
Gothmog je skřetí postava ve fantasy příběhu Pána prstenů. Objevuje se ve třetí části-Návrat krále.
Ve filmu je to skřetí generál, pomocník Černokněžného krále Angmaru, Pána nazghûlů, nejvyššího z devítky, v knize však jen málo významný pobočník. Zčásti vede útok na Osgiliath a později Minas Tirith, které v knize řídí právě z Osgiliathu a není přímo v poli. Je to jediný skřet z mordorské armády, který je v této části filmu zobrazen jako jezdec na vrkovi. Důvod je zřejmě ten, že se jedná o skřeta chromého na celou levou stranu těla a proto má omezené možnosti pohybu. Polovinu tváře má znetvořenou.
Ve filmu padl v bitvě na Pelenorských polích, kde ho zabili společně Aragorn s Gimlim a zachránili tak zraněnou Éowyn, avšak v knize je jeho osud nejasný.